# 퍼즐 주제 목록
다음은 퍼즐 주제 목록이다.
- 기사의 여행
- 기하 마방진
- 논리 퍼즐
- 라틴 방진
- 러시아워 (보드 게임)
- 레부스 원리
- 루빅스 큐브
- 리벤지 큐브
- 마방진
- 마작 패 맞추기 게임
- 묘수풀이
- 문제 해결
- 미로
- 복면산
- 소마 큐브
- 수수께끼
- 스도쿠
- 슬라이딩 퍼즐
- 십자말
- 아인슈타인의 퍼즐
- 어구전철
- 여덟 퀸 문제
- 직교 라틴 방진
- 직소 퍼즐
- 창고지기
- 채우기 문제
- 칠교놀이
- 통찰
- 퍼즐 비디오 게임
- 페그 솔리테어
- 펜토미노
- 포켓 큐브
- 하노이의 탑

## 관련 인물
- 루비크 에르뇌
- 마틴 가드너
- 스티븐 손드하임
- 아서 윈
- 헨리 어니스트 듀드니

## 같이 보기
- 어구전철